# 제7회 아시안 필름 어워즈
제7회 아시안 필름 어워즈는 2013년 3월 18일에 열린 시상식이다.

## 수상 및 후보

### 최우수작품상
- 미스터리 - 로예 수상
- 드러그 워 - 두기봉
- 와시푸르의 갱들 - 아누락 카시압
- 아웃레이지 비욘드 - 기타노 다케시
- 피에타 - 김기덕

### 최우수감독상
- 아웃레이지 비욘드 - 기타노 다케시 수상
- 와시푸르의 갱들 - 아누락 카시압
- 사랑에 빠진 것처럼 - 압바스 키아로스타미
- 피에타 - 김기덕
- 미스터리 - 로예

### 남우주연상
- 브와카우 - 에디 가르시아 수상
- 여친남친 - 장효전
- 범죄와의 전쟁 : 나쁜놈들 전성시대 - 최민식
- 콜드 워 - 양가휘
- 왕적성연 - 유엽

### 여우주연상
- 자궁 - 노라 오너 수상
- 피에타 - 조민수
- 인내의 돌 - 골쉬프테 파라하니
- 여친남친 - 계륜미
- 미스터리 - 학뢰

### 신인상
- 미스터리 - 제계 수상
- 그 놈, 그녀를 만나다 - 만슈 지엔
- 키리시마가 동아리활동 그만둔대 - 히가시데 마사히로
- 터치 오브 라이트 - 황유상
- 범죄와의 전쟁 : 나쁜놈들 전성시대 - 김성균

### 남우조연상
- 타래쉬 - 나와주딘 시디퀴 수상
- 범죄와의 전쟁 : 나쁜놈들 전성시대 - 하정우
- 사랑에 빠진 것처럼 - 카세 료
- 디바 - 두문택
- 여친남친 - 봉소악

### 여우조연상
- 캡처링 대드 - 와타나베 마키코 수상
- 도둑들 - 전지현
- 도둑들 - 김혜수
- 17세의 꿈 - 이열
- 왕적성연 - 친란

### 최우수 각본상
- 미스터리 - 로예 수상
- 쉽 오브 테세우스 - 아난드 간디
- 키리시마가 동아리활동 그만둔대 - 요시다 다이하치
- 드러그 워 - 위가휘 외 2명
- 범죄와의 전쟁 : 나쁜놈들 전성시대 - 윤종빈

### 최우수 촬영상
- 코뿔소의 계절 - 투라즈 아슬라니 수상
- 도둑들 - 최동훈
- 와시푸르의 갱들 - 라지브 라비
- 사랑에 빠진 것처럼 - 야나기시마 카츠미
- 왕적성연 - 마 쳉 외 1명

### 최우수 제작디자인상
- 코뿔소의 계절 - 바흐만 고바디 외 1명 수상
- 범죄와의 전쟁 : 나쁜놈들 전성시대 - 조화성
- 와시푸르의 갱들 - 와시크 칸
- 청풍자 - 만림중
- 대상해 - 해중문

### 최우수 작곡상
- 바르피! - 프리탐 차크라보티 수상
- 범죄와의 전쟁 : 나쁜놈들 전성시대 - 조영욱
- 미스터리 - 요한 요한슨
- 아웃레이지 비욘드 - 스즈키 케이치
- 노보우의 성 - 우에노 코지

### 최우수 편집상
- 키리시마가 동아리활동 그만둔대 - 쿠사카베 모토타카 수상
- 아웃레이지 비욘드 - 기타노 다케시 외 1명
- 코뿔소의 계절 - 발레리 로이셀루스
- 드러그 워 - 양전륜 외 1명
- 도둑들 - 신민경

### 최우수 시각효과상
- 코뿔소의 계절 - 파르보드 코슈티나트 수상
- 웬 어 울프 폴즈 인 러브 위드 어 쉽 - 추지성 외 4명
- 인류멸망보고서 - 황효균 외 2명
- 알투비:리턴투베이스 - 이인호
- 노보우의 성 - 오노우에 카츠로

### 최우수 의상상
- 청풍자 - 만림중 수상
- 왕적성연 - 쉐빙첸 외 1명
- 대상해 - 대미령 외 1명
- 늑대소년 - 곽정애
- 노보우의 성 - 오츠카 미츠루 외 2명

### 특별상
- 양자경 수상

### 인기상
- 피에타 - 조민수 수상